# غوستافو سانتوس
غوستافو سانتوس (بالإسبانية: Gustavo Santos)‏ هو سياسي أرجنتيني، ولد في 7 فبراير 1957 في قرطبة في الأرجنتين.